# 2. Jahrhundert
Portal Geschichte | Portal Biografien | Aktuelle Ereignisse | Jahreskalender | Tagesartikel

◄ |
1. Jh. v. Chr. |
1. Jh. |
2. Jahrhundert
| 3. Jh.
| 4. Jh.
| ►

100er |
110er |
120er |
130er |
140er |
150er |
160er |
170er |
180er |
190er

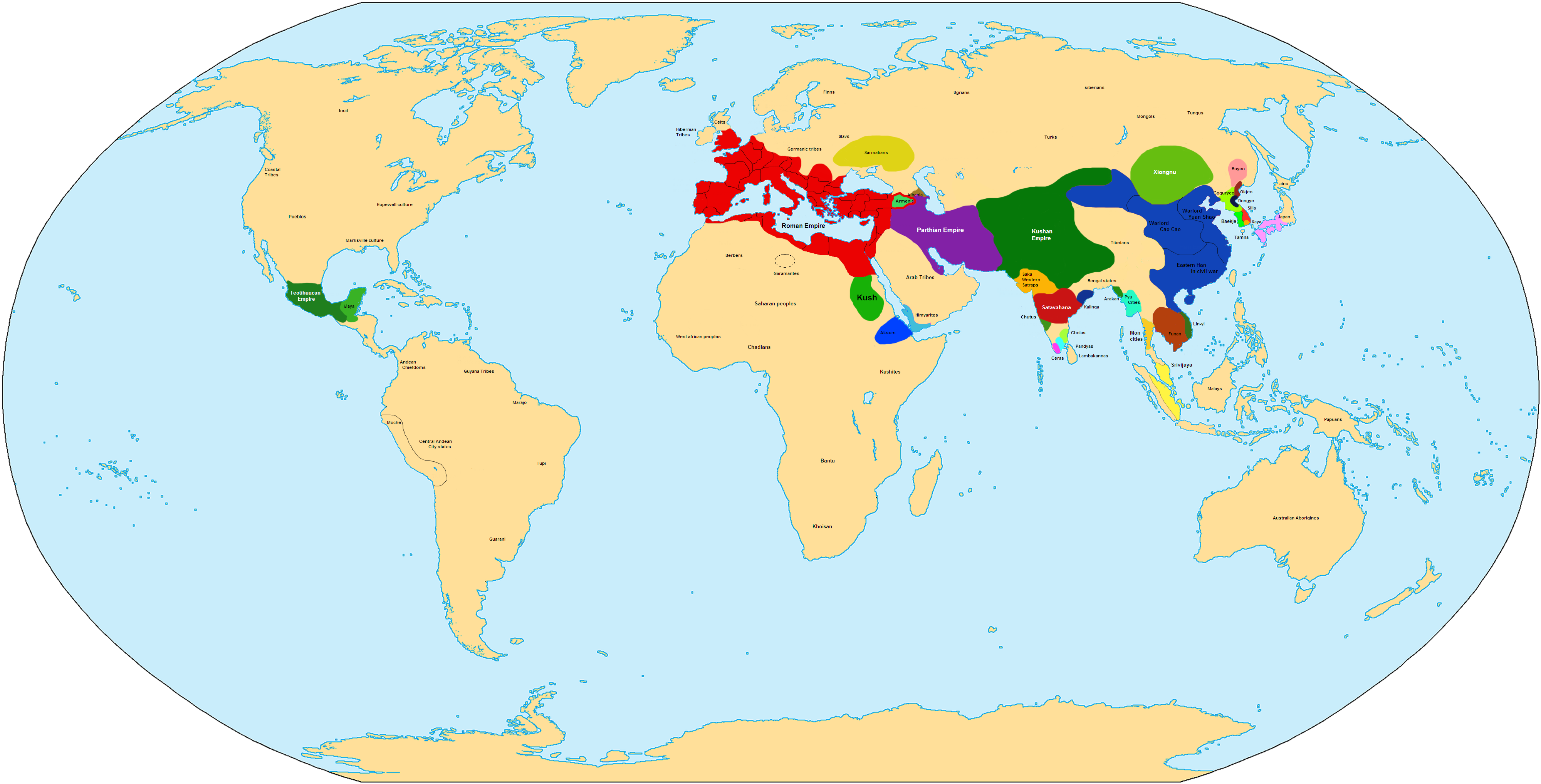
Globale territoriale Situation im 2. Jahrhundert

Das 2. Jahrhundert begann am 1. Januar 101 und endete am 31. Dezember 200.
Im Mittelmeerraum fällt es in die Epoche der Antike.

## Zeitalter/Epoche
- Das Römische Reich erreicht unter der Herrschaft der Adoptivkaiser Trajan, Hadrian, Antoninus Pius und Mark Aurel die Blütezeit seiner Entwicklung: Seine Ausdehnung reicht vom Persischen Golf bis zum Atlantik, das Straßennetz umfasst mit über 75.000 km nahezu das Doppelte des Erdumfangs. Es beherbergt zu dieser Zeit rund 100 Millionen Einwohner, eine Zahl, die später nie mehr erreicht wurde.
- Im Kaiserreich China (siehe Qin-Dynastie und Han-Dynastie) wird das Papier erfunden. Das ist die Voraussetzung, um Gedanken und Erfahrungen auf unkomplizierte Weise, in Schriftform, niederzulegen, weiterzugeben und aufzubewahren. Damit ist ein entscheidender Grundstein für die Weiterentwicklung der menschlichen Kultur gelegt.

## Ereignisse/Entwicklungen

### Politik und Gesellschaftsordnung
- Der nach Kaiser Hadrian benannte Hadrianswall wird im ersten Viertel des 2. Jahrhunderts fertiggestellt. Er dient zur Sicherung der römischen Besitztümer in Britannien.
- Die chinesische Han-Dynastie verliert mit dem Aufstand der Gelben Turbane in den 180er Jahren ihre faktische Macht über das Land, während zahlreiche Provinzgouverneure und Generäle zu mächtigen Warlords aufsteigen: Cao Cao, Dong Zhuo, Gongsun Zan, Liu Biao, Lü Bu, Sun Ce, Yuan Shao, Yuan Shu, Zhang Lu.

### Kriege und Revolutionen
- zwei Dakerkriege (101 bis 106)
- Markomannenkriege (166 bis 180)
- die Partisanen-Prohibitionen (166 bis 184)
- drei Partherkriege
- Aufstand der Gelben Turbane (184 bis 196)

### Kultur, Kunst, Wirtschaft und Soziales
- Hebammen werden im Römischen Reich den Ärzten gleichgestellt (um 130)
- Römisch-chinesische Beziehungen

## Persönlichkeiten
- Hadrian (76–138), römischer Kaiser (117–138) spanischer Herkunft. Er sicherte das Reich auf friedliche Weise, gab fast alle Eroberungen Trajans wieder auf und führte mit den Sklavenschutzgesetzen als Erster Anfänge eines allgemeinen Menschenrechts ein
- Soranos von Ephesos, römischer Arzt aus Kleinasien. Begründer der wissenschaftlichen Gynäkologie und Geburtshilfe
- Antoninus Pius, römischer Kaiser aus Gallien. Wie Hadrian war er ein Verfechter der friedlichen Sicherung des Reiches. Er verbot die Verfolgung von Menschen aus Glaubensgründen und erweiterte die Rechte der Sklaven.
- Mark Aurel, römischer Kaiser. Erster Kaiser, der die Regierungsgewalt mit seinem Bruder als Nebenkaiser teilte
- Galenos, griechischer Naturforscher und Leibarzt von Mark Aurel
- Herodes Atticus, griechisch-römischer Redner, Politiker und Mäzen.
- Marcus Cornelius Fronto, römischer Grammatiker, Redner und Anwalt.
- Claudius Ptolemäus, griechischer Mathematiker, Astronom und Geograph aus Ägypten. Er setzte das von ihm aufgestellte rückschrittliche geozentrische Weltbild durch
- Septimius Severus, römischer Kaiser afrikanischer Herkunft
- Ardaschir I., persischer König und Gründer des Sassanidenreichs wird gegen Ende des 2. Jahrhunderts geboren
- Calixt I., ehemaliger römischer Sklave und späterer Bischof Roms
- Caracalla, römischer Kaiser und Brudermörder wird geboren
- Hua Tuo, der Erfinder der Narkose wird geboren
- Kanischka, wichtigster König des Reiches von Kuschana
- Vologaeses IV. (regierte 147 bis 191), Konsolidierung des Partherreiches

Einige der aufgelisteten Persönlichkeiten wurden schon gegen Ende des vergangenen Jahrhunderts geboren und werden dennoch hier aufgeführt; andere wiederum wurden zwar in diesem Jahrhundert geboren, werden aber erst im nächsten Jahrhundert aufgeführt. Dies rührt daher, dass es als Kriterium für die Aufnahme nicht entscheidend war, ob das Geburtsjahr in dieses Jahrhundert fällt, sondern ob das hauptsächliche Werk und Wirken der Person in diesem Jahrhundert stattfand. Freilich ist eine klare Abgrenzung dieser Art nicht immer möglich.

## Wissenschaft, Forschung, Erfindungen und Entdeckungen
- Ptolemäus entwickelt das Ptolemäische Weltbild mit der Erde als Kugel und Mittelpunkt des Universums
- Der Chinese Cai Lun erfindet das Papier
- In Rom wird die Seife aus Fett, Kaliumcarbonat und Calciumoxid entwickelt
- Die Inder erkennen Zucker im Urin als Krankheitszeichen
- Die wissenschaftliche Zahnheilkunde wird um 114 von Archigenes begründet
- Im ausgehenden 2. Jahrhundert erfindet die Alchemistin Maria die Jüdin in Alexandria mit dem Kerotakis angeblich den Schnellkochtopf
- Um 185 entdeckt Kleomedes, dass die Lufthülle der Erde die Sonnenstrahlen beugt

## Bauwerke

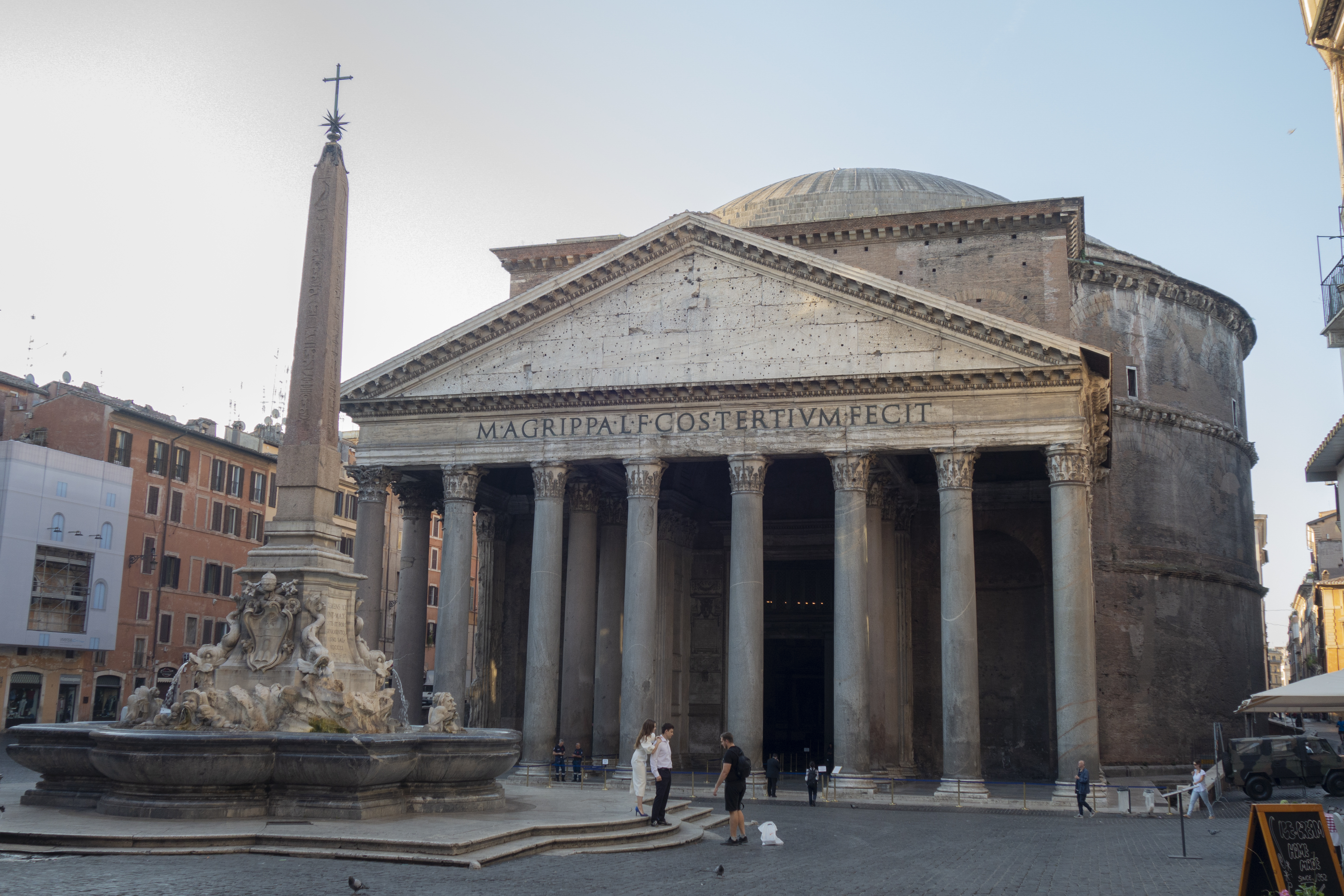
Das Pantheon in Rom, 114–125

Das 2. Jahrhundert war der Höhepunkt der Entwicklung der antiken Stadt Rom. In dieser Zeit entstanden im ganzen Reich, besonders aber in der Hauptstadt, bedeutende Bauwerke.
- bis 109: Trajansthermen in Rom, die bis dahin größten Thermen der Stadt
- 107–143: Trajansforum, das größte römischen „Kaiserforum“, u. a. mit der Basilica Ulpia (107–113), einem riesigen Geschäftszentrum
- 114–125: Pantheon (Tempel aller Götter) in Rom mit der damals größten Kuppel der Welt.
- 117–125: Celsus-Bibliothek und Partherdenkmal, Ephesos
- bis 120: Tempel des Bēl (der mesopotamischen Hauptgottheit), Palmyra
- ab 121: Tempel der Venus und der Roma, größter Tempel der Stadt Rom
- 122–128: Der Hadrianswall und der Antoninuswall (140–182) waren Grenzbefestigungen zwischen der römischen Provinz Britannia inferior und den nördlich davon lebenden schottischen Stämmen.
- Über mehrere Jahrzehnte hinweg zog sich im heutigen Deutschland der Bau des Obergermanisch-Raetischen Limes.
- bis 139: Engelsburg, Rom, ursprünglich als Mausoleum für Kaiser Hadrian
- 142-150: Moselbrücke in Trier
- ab 149: Barbarathermen, Trier
- bis 150: Tempel des Baalschamin (der phönizischen Hauptgottheit), Palmyra
- ab 170: Stadttor Porta Nigra in Trier
- Im 2. Jahrhundert entstanden im ganzen Römischen Reich zahlreiche große Ingenieurbauwerke, ein sehr gut erhaltenes Beispiel in die Brücke von Alcántara in Spanien.
- Katakomben von Kom El Shoqafa, eine riesige unterirdische Nekropole in der zweitgrößten römischen Stadt Alexandria.
- Die drittgrößte Stadt im heutigen deutschsprachigen Raum, Colonia Ulpia Traiana (Xanten), wurde im 2. Jahrhundert komplett neu errichtet.
- Jupitertempel in Baalbek
- Das gut erhaltene Hippodrom in Tyros war eine der größten Pferderennbahnen im Reich.
- „Sonnenpyramide“, Haupttempel der damals größten Stadt Amerikas, Teotihuacán